# Emil Rappe
Emil Rappe (ur. 17 maja 1877 we Lwowie, zm. 1940 tamże) – polski urzędnik samorządowy w II Rzeczypospolitej, radca namiestnictwa, członek Powiatowego Komitetu Obrony Państwa w Krośnie w 1920 roku.
Był synem Wilhelma Antoniego Franciszka Rappe i Wincenty z domu Witt, starszym bratem Wilhelma prawnika. Ukończył gimnazjum w Stanisławowie (1896) i studia prawnicze na Uniwersytecie Lwoskim. Pracował jako urzędnik m.in. w Namiestnictwie we Lwowie, a także jako komisarz powiatowy w starostwie w Mościskach (1908) i Przemyślu (1908-1912). Od 1913 mieszkał w Krośnie. Od października 1925 do września 1932 pełnił urząd starosty powiatu krośnieńskiego. Tam pełnił funkcję prezesa zarządu ekspozytury powiatowej Polskiego Towarzystwa Opieki nad Grobami Bohaterów. W październiku 1932 został przeniesiony w stan nieczynny, a w maju 1933 w stan spoczynku.
Na emeryturze w 1933 został odznaczony Złotą Odznaką Honorową Ligi Obrony Powietrznej i Przeciwgazowej.
W 1908 ożenił się z Julia Olgą Opolską (1879-1960).